# Marie-Laure Delie
Marie-Laure Delie (Villers-le-Bel, 29 de enero de 1988) es una futbolista francesa que juega de delantera en el Madrid C.F.F. y la selección francesa. Es una jugadora veloz que destaca por su capacidad para desbordar.
Delie se formó en el Olympique Viarmes Asnières (1995-2000), el Domont FC (2000-2005) y el CNFE Clairefontaine (2005-2007), y fue internacional en categorías inferiores. Tras destacar en la Eurocupa sub-19 de 2007, en la que fue una de las tres máximas goleadoras del torneo junto a Ellen White y Fanndís Fridriksdóttir, recibió ofertas del Montpellier HSC y el Paris Saint-Germain para debutar en Primera División, decantándose por las parisinas.
Con 16 goles en 22 partidos Delie fue la máxima goleadora del PSG y una de las revelaciones de la temporada en su debut en la élite. Al término del curso fichó por el Montpellier. En su primer año allí Delie marcó goles 14 goles y ganó su primer título, la Copa de Francia. En la 2009-10 debutó con la selección francesa absoluta en la fase de clasificación para el Mundial 2011 y fue la segunda máxima goleadora de la liga con 18 tantos en 20 partidos, a un gol de Eugenie Le Sommer. También marcó 6 goles en la Copa y 4 en su debut en la Liga de Campeones, tres en la fase previa y uno en los dieciseisavos de final contra el Standard Lieja.
En la temporada 2010-11 Delie fue la cuarta goleadora de la liga con 14 tantos. En vísperas del Mundial 2011 fue la máxima anotadora de la Copa de Chipre con sendos hat-tricks contra Nueva Zelanda y Escocia. En el Mundial, en el que Francia cayó en cuartos de final, Delie le dio la victoria a Francia en su debut contra Nigeria y marcó otro gol en la derrota por 2-4 contra Alemania.

## Carrera
| Club                | Temporada | Categoría      | Totales | Totales |
| Club                | Temporada | Categoría      | Jugados | Goles   |
| ------------------- | --------- | -------------- | ------- | ------- |
| Paris Saint-Germain | 2007-2008 | Division 1     | 22      | 16      |
| Montpellier HSC     | 2008-2013 | Division 1     | 104     | 76      |
| Paris Saint-Germain | 2013-2019 | Division 1     | 62      | 59      |
| FC Metz             | 2018-2018 | Division 1     | 20      | 3       |
| Madrid C.F.F.       | 2019-2020 | Liga Iberdrola | 0       | 0       |

## Palmarés

### Títulos nacionales
| Título          | Club          | País    | Año  |
| --------------- | ------------- | ------- | ---- |
| Copa de Francia | PSG Féminines | Francia | 2018 |